# Place de l'Estrapade
Place de l'Estrapade är ett torg på gränsen mellan Quartier du Val-de-Grâce och Quartier de la Sorbonne i Paris 5:e arrondissement. Place de l'Estrapade är uppkallad efter tortyrredskapet strappado, vilket i Paris användes mot bland annat desertörer tills metoden förbjöds av Ludvig XVI år 1776.

## Omgivningar
- Panthéon
- Saint-Jacques-du-Haut-Pas
- Saint-Étienne-du-Mont
- École normale supérieure
- Rue d'Ulm
- Musée Curie

## Populärkultur
I TV-serien Emily in Paris bor huvudpersonen Emily Cooper (spelad av Lily Collins) vid Place de l'Estrapade.

## Bilder
| - Place de l'Estrapade nummer 1, det så kallade Maison Moreau. - Fontaine de l'Estrapade. - Fontaine de l'Estrapade på Truschets och Hoyaus karta över Paris. - Torgets skylt. |

## Kommunikationer
- Tunnelbana – linje  – Cardinal Lemoine
- Busshållplats Musée et Institut Curie – Paris bussnät, linje 24

### Webbkällor
- ”Place de l'Estrapade”. Mairie de Paris. https://web.archive.org/web/20190905050933/http://www.v2asp.paris.fr/commun/v2asp/v2/nomenclature_voies/Voieactu/3402.nom.htm. Läst 24 januari 2022.
- ”Place de l'Estrapade”. Les rues de Paris. https://web.archive.org/web/20200111030208/http://www.parisrues.com/rues05/paris-05-place-de-l-estrapade.html. Läst 24 januari 2022.